# Даулетханов, Алтынбек Талгатович
Алтынбе́к Талга́тович Даулетха́нов (каз. Алтынбек Талғатұлы Дәулетханов; 18 мая 1993, Павлодар) — казахстанский футболист, полузащитник клуба «Аксу».

## Карьера
Воспитанник павлодарского футбола. Первые тренеры — А. И. Казаков, О. Н. Усов.

## Достижения
- Серебряный призёр Первой лиги Казахстана: 2011